# 바르샤바 중앙역

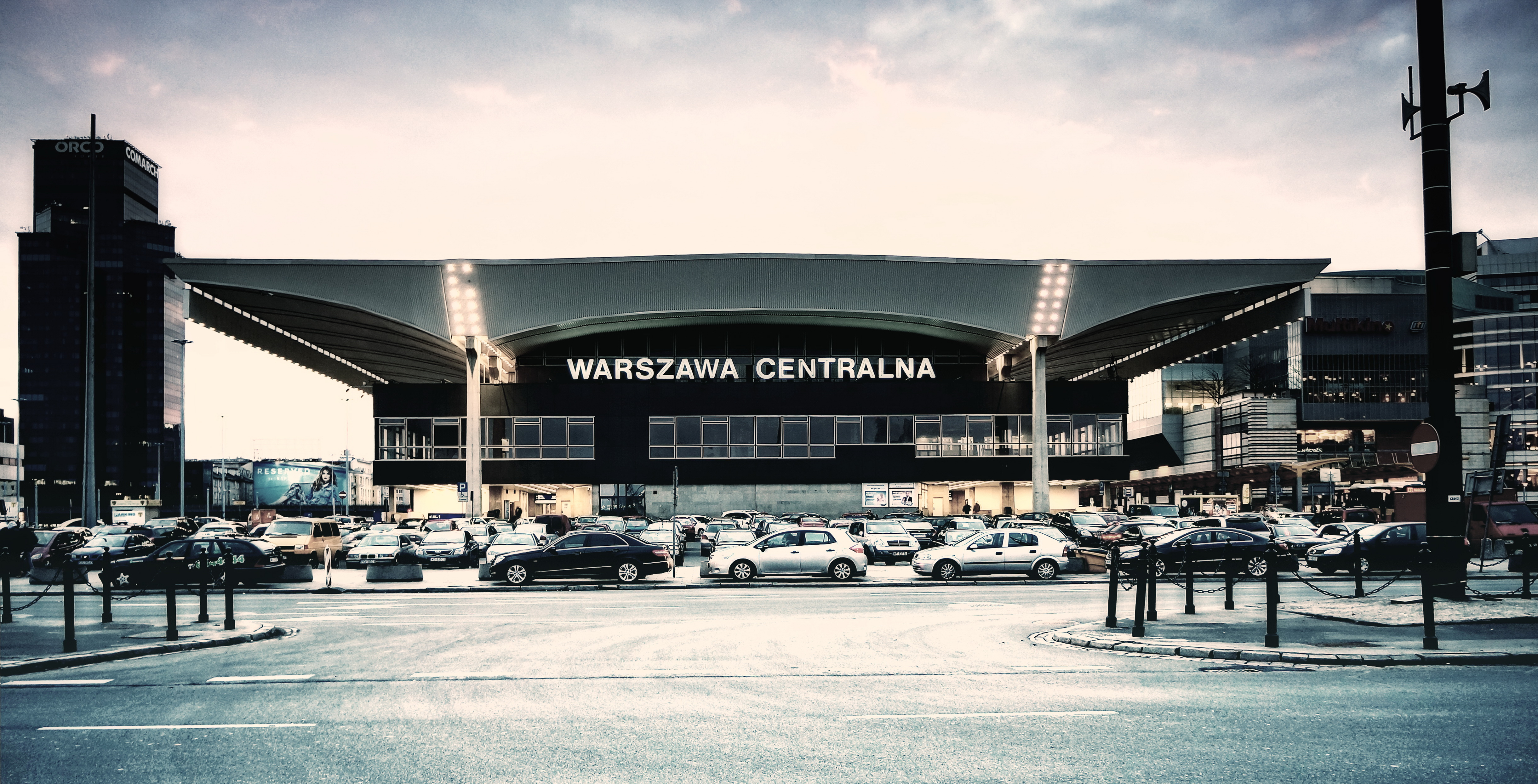
바르샤바 중앙역

바르샤바 중앙역(폴란드어: Warszawa Centralna)은 폴란드 마조프셰주 바르샤바의 철도역이다. 1975년에 완공되었다. 건물 북쪽 옆에는 야간 버스 노선의 중심 허브 역할을 하는 버스 정류장과 쇼핑몰 즈워테 타라시가 있다.